# Typhlamphiascus gracilis
Typhlamphiascus gracilis is een eenoogkreeftjessoort uit de familie van de Miraciidae. De wetenschappelijke naam van de soort is voor het eerst geldig gepubliceerd in 1963 door Por.